# Linda (cantante)
Svetlana Lvovna Geiman (en ruso: Светлана Львовна Гейман; 29 de abril de 1977 en Kentau), conocida en el ámbito profesional como Linda (en ruso: Линда), es una cantante y compositora rusa. Su estilo musical incorpora géneros como el trip hop, la música electrónica, el worldbeat, el rock alternativo y el rock gótico. Desde enero del año 2012, Linda está casada con el compositor griego Stefanos Korkolis.

## Discografía

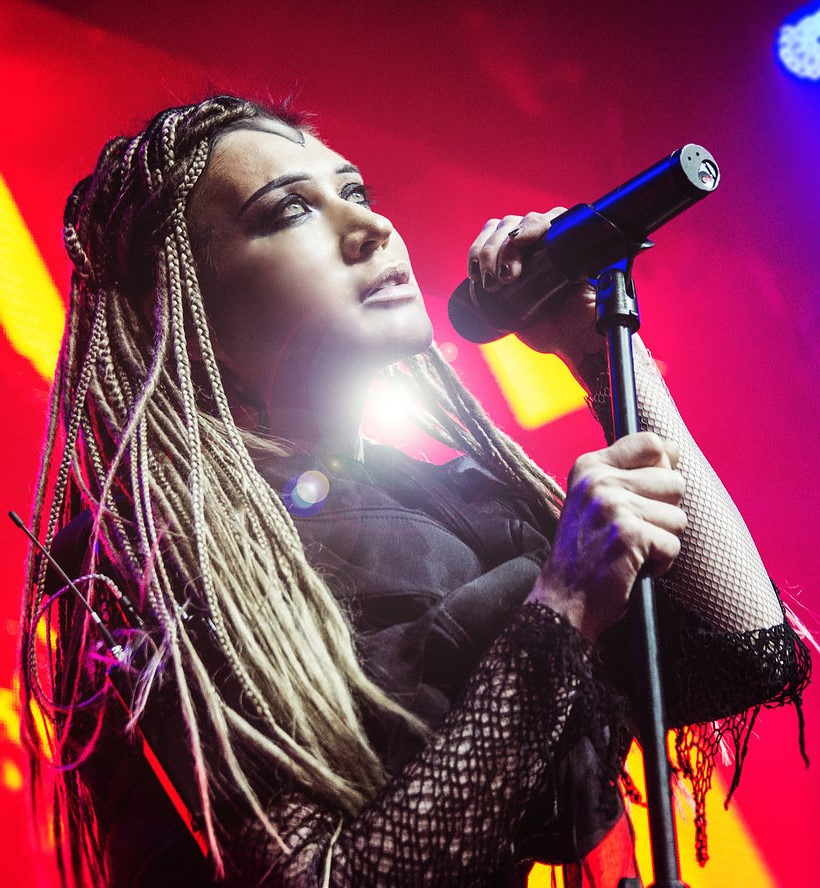
Linda en 2018.

### Álbumes de estudio
| Año  | Título original                           |
| ---- | ----------------------------------------- |
| 1994 | Pesni Tibetskij Lam (Песни тибетских лам) |
| 1996 | Vorona (Ворона)                           |
| 1999 | Platsenta (Плацента)                      |
| 2001 | Zrenie (Зрение)                           |
| 2004 | AtakÁ (АтакА)                             |
| 2006 | AleAda                                    |
| 2008 | Skor-Pioni (Скор-Пионы)                   |
| 2013 | Lai, Sobaka! (Лай, @!)                    |
| 2015 | Karandashi e Spichki (Карандаши и спички) |
| 2020 | DNK Mira (ДНК Мира)                       |

### Álbumes de remezclas
| Año  | Título original                               |
| ---- | --------------------------------------------- |
| 1994 | Tantsi Tibetskij Lam (Танцы тибетских лам)    |
| 1997 | Vorona. Remix. Remake (Ворона. Remix. Remake) |
| 2000 | Embrion Right (Эмбрион Right)                 |
| 2000 | Embrion Wrong (Эмбрион Wrong)                 |

### Álbumes recopilatorios
| Año  | Título original                              |
| ---- | -------------------------------------------- |
| 1999 | Beloye na Bélom (Белое на белом)             |
| 2001 | Linda (Линда)                                |
| 2005 | Pochtí Bliznetsí (Почти близнецы)            |
| 2010 | Linda. Luchshiye Pesni (Линда. Лучшие песни) |

### Sencillos
| Año  | Título                                  | Formatos                                       | Álbum                                                             |
| ---- | --------------------------------------- | ---------------------------------------------- | ----------------------------------------------------------------- |
| 1993 | "Igra s Ogniom"                         | Airplay, videoclip                             | Sencillo sin álbum                                                |
| 1994 | "Malo Ognyá"                            | Airplay, videoclip                             | Pesni Tibetskih Lam                                               |
| 1994 | "Tanets pod Vodoi"                      | Airplay, videoclip                             | Pesni Tibetskih Lam                                               |
| 1994 | "Sdelai Tak"                            | Airplay, videoclip                             | Pesni Tibetskih Lam                                               |
| 1995 | "Dévochki s Óstrymi Zúbkami"            | Airplay, videoclipes (2 versiónes)             | Pesni Tibetskih Lam                                               |
| 1995 | "Krug ot Rukí"                          | Airplay, videoclip                             | Vorona                                                            |
| 1996 | "Séverniy Véter"                        | Airplay, videoclip                             | Vorona                                                            |
| 1996 | "Vorona"                                | Airplay, videoclip                             | Vorona                                                            |
| 1996 | "Marijuana"                             | Airplay, videoclip                             | Vorona                                                            |
| 1999 | "I’m Crow" (promocionale)               | CD                                             | Sencillo sin álbum                                                |
| 1999 | "Vzgliad Iznutrí"                       | Airplay, videoclip                             | Platsenta                                                         |
| 1999 | "Otpustí Menyá"                         | Airplay, videoclip                             | Platsenta                                                         |
| 2000 | "Iznanka Sveta"                         | Airplay, videoclip                             | Linda, Embrion Right, Embrion Wrong                               |
| 2001 | "Dve Ulitki"                            | Airplay                                        | Zrenie                                                            |
| 2001 | "Shokolad y Slezá"                      | Airplay, videoclip                             | Zrenie                                                            |
| 2003 | "Tsepi y Koltsa" (maxisencillo)         | CD, casete, airplay, videoclipes (3 verciónes) | AtakÁ                                                             |
| 2004 | "Begí"                                  | Airplay, videoclip                             | AtakÁ                                                             |
| 2004 | "Agonia"                                | Airplay, videoclip                             | AtakÁ                                                             |
| 2004 | "Tak Krichali Ptitsy"                   | Videoclipes (2 versiónes)                      | AtakÁ                                                             |
| 2005 | "Zvonok"                                | Airplay                                        | Nechotniy Voin (álbum de proyecto paralelo de Bi-2)               |
| 2005 | "Tai!"                                  | Airplay, videoclip                             | Pochtí Bliznetsí                                                  |
| 2006 | "Ya Ukradú!"                            | Airplay, videoclip                             | AleAda                                                            |
| 2006 | "Tolkay na Liubov"                      | Airplay, videoclip                             | AleAda                                                            |
| 2006 | "Méchena Ya"                            | Airplay, videoclip                             | AleAda                                                            |
| 2007 | "Liubov v Konverte"                     | Airplay, videoclip                             | AleAda                                                            |
| 2007 | "Kanenas Poté"                          | Airplay, videoclip                             | AleAda                                                            |
| 2008 | "Chiorno-Snézhnaya"                     | Airplay                                        | Skor-Pioni                                                        |
| 2008 | "Scor-Pioni"                            | Airplay, videoclip                             | Skor-Pioni                                                        |
| 2008 | "Piat Minut"                            | Airplay, videoclip                             | Skor-Pioni                                                        |
| 2012 | "Marijuana" (con ST)                    | Music video                                    | Puleneprobivaemiy (álbum de ST)                                   |
| 2012 | "Malo Ognyá" (con Fike y Jambazi)       | Airplay, music video                           | Gde-to... (álbum de Fike & Jambazi)                               |
| 2013 | "Dalekó" (con Nike Borzov)              | Airplay, music video                           | Nechotniy Voin 3 (álbum de proyecto paralelo de Bi-2)             |
| 2013 | "Oní Tak"                               | Descarga digital, airplay                      | Lay, Sobaka!                                                      |
| 2013 | "Lai, Sobaka!"                          | Descarga digital, airplay, videoclip           | Lay, Sobaka!                                                      |
| 2013 | "Paranoia"                              | Videoclip                                      | Lay, Sobaka!                                                      |
| 2014 | "Poves Menyá"                           | Airplay, videoclip                             | Lay, Sobaka!                                                      |
| 2014 | "Dobraya Pesnia" (con Gleb Samoylov)    | Descarga digital, videoclip                    | Lay, Sobaka!                                                      |
| 2015 | "Idealnaya pogoda chtoby idti k chortu" | Descarga digital, airplay, videoclip           | Karandashí e Spichki                                              |
| 2015 | "Boleyut Vse"                           | Airplay, videoclip                             | Karandashí e Spichki                                              |
| 2016 | "Jochú (Pop-Radio-Mix)"                 | Descarga digital                               | Karandashí e Spichki                                              |
| 2016 | "Kámera Pítok"                          | Descarga digital, airplay                      | Illuminátor (álbum de escritor Ilya Kormiltsev y varios artistas) |
| 2017 | "Óspa"                                  | Descarga digital, videoclip                    | Sencillo sin álbum                                                |
| 2017 | "Noviye Liudi" (con banda Coma Soul)    | Airplay                                        | Sencillo sin álbum                                                |
| 2017 | "Psiji"                                 | Descarga digital                               | Sencillo sin álbum                                                |
| 2019 | "Tréshchiny"                            | Descarga digital, airplay, videoclip           | DNK Mira                                                          |
| 2019 | "Polozhí Menyá Ryádom"                  | Descarga digital, airplay, videoclip           | DNK Mira                                                          |
| 2020 | "Ty Nrávishsia Mne"                     | Descarga digital, airplay, videoclip           | DNK Mira                                                          |
| 2020 | "Katatsumuri" (con Noize MC)            | Descarga digital, airplay                      | Sencillo sin álbum                                                |
| 2020 | "Nedoliubili"                           | Descarga digital                               | DNK Mira                                                          |
| 2023 | "Kití-Koshki"                           | Descarga digital, videoclip                    | DNK Mira                                                          |